# Musaranya del Zambeze
La musaranya del Zambeze (Crocidura hirta) és una espècie de mamífer pertanyent a la família de les musaranyes (Soricidae) i que viu a Angola, Botswana, República Democràtica del Congo, Malawi, Moçambic, Sud-àfrica, Eswatini, Tanzània, Zàmbia, Zimbàbue i, possiblement també, Kenya, Namíbia i Somàlia.